# Ivana Plchotová
Ivana Plchotová  est une ancienne joueuse tchèque de volley-ball née le 28 octobre 1982 à Hustopeče. Elle mesure 1,92 m et jouait au poste de centrale. Elle a totalisé 99 sélections en équipe de République tchèque. Elle a mis un terme à sa carrière de volleyeuse professionnelle en 2017.

## Clubs
| Club                       | De        | À         |
| -------------------------- | --------- | --------- |
| NH Ostrava                 | 2001-2002 | 2001-2002 |
| Siram Roma                 | 2002-2003 | 2002-2003 |
| Pre Camp Collecchio        | 2004-2005 | 2004-2005 |
| Spes Volley Conegliano     | 2005-2007 | 2005-2007 |
| Sassuolo Volley            | 2007-2008 | 2007-2008 |
| Muszynianka Muszyna        | 2008-2009 | 2008-2009 |
| Volei 2004 Tomis Constanţa | 2009-2010 | 2009-2010 |
| Dąbrowa Górnicza           | 2010-2011 | 2012-2013 |
| Muszynianka Muszyna        | 2013-2014 | 2014-2015 |
| CS Volei Alba-Blaj         | 2015-2016 | 2015-2016 |
| TJ Ostrava                 | mars 2017 | mai 2017  |

## Palmarès

### Équipe nationale
- Championnat d'Europe des moins de 20 ans
  - Vainqueur : 2000.

### Clubs
- Championnat de Pologne
  - Vainqueur : 2009.
  - Finaliste : 2013.
- Coupe de Pologne
  - Vainqueur : 2012.
  - Finaliste : 2014.
- Supercoupe de Pologne
  - Vainqueur : 2012.
  - Finaliste : 2014.
- Coupe de Roumanie
  - Vainqueur : 2010.
- Championnat de Roumanie
  - Vainqueur : 2016.